# Fire and Water (musikalbum av Free)
Fire and Water är ett musikalbum av den brittiska rockgruppen Free, utgivet 1970. Albumet nådde andraplatsen på den brittiska albumlistan och Billboardlistans sjuttondeplats. Musiken är hårdrock med starka bluesinfluenser (titelspåret till exempel). "All Right Now" blev gruppens framgångsrikaste singel och kom att hamna på Billboards fjärdeplats 1970.

## Låtlista
Samtliga låtar skrivna av Andy Fraser och Paul Rodgers, om annat inte anges.
1. "Fire and Water" - 3:41
2. "Oh I Wept" (Paul Kossoff/Paul Rodgers) - 4:24
3. "Remember" - 4:20
4. "Heavy Load" - 5:17
5. "Mr. Big" (Andy Fraser/Simon Kirke/Paul Kossoff/Paul Rodgers) - 5:52
6. "Don't Say You Love Me" - 5:57
7. "All Right Now" - 5:30